# Анжелика (муниципалитет)
Анжелика (порт. Angélica) — муниципалитет в Бразилии, входит в штат Мату-Гросу-ду-Сул. Составная часть мезорегиона Юго-запад штата Мату-Гроссу-ду-Сул. Входит в экономико-статистический микрорегион Игуатеми. Население составляет 6264 человека на 2006 год. Занимает площадь 1273,199 км². Плотность населения — 4,9 чел./км².
Праздник города — 13 мая.

## Статистика
- Валовой внутренний продукт на 2003 год составляет 49 208 128,00 реалов (данные: Бразильский институт географии и статистики).
- Валовой внутренний продукт на душу населения на 2003 год составляет 7273,93 реала (данные: Бразильский институт географии и статистики).
- Индекс развития человеческого потенциала на 2000 год составляет 0,729 (данные: Программа развития ООН).